# Calliostoma javanicum
Calliostoma javanicum är en snäckart som först beskrevs av Jean-Baptiste Lamarck 1822.  Calliostoma javanicum ingår i släktet Calliostoma och familjen Calliostomatidae. Inga underarter finns listade i Catalogue of Life.